# Regeringen Robert Fico I
Regeringen Robert Fico I var Slovakiets regering fra 4. juli 2006 til 8. juli 2010 under ledelse af premierminister Robert Fico. Det var en trepartikoalition bestående af partierne Smer-SD, ĽS-HZDS og SNS.

## Dannelse
Der blev afholdt et tidligt parlamentsvalg i Slovakiet i juni 2006. Det blev udskrevet efter at Mikuláš Dzurindas regeringskoalition mistede sit parlamentariske flertal, da den blev forladt af partierne ANO (Ny Borgeralliance) og KDH (Kristendemokratisk Bevægelse). KDH forlod koalitionen i begyndelsen af februar 2006, fordi dets forslag om, at Slovakiet skulle indgå en international traktat med Vatikanet om et (katolsk) "samvittighedsforbehold" for borgere i Slovakiet, blev afvist af Dzurinda.
Valget endte med en sejr til den tidligere oppositionspolitiker Robert Fico og hans parti Smer-SD (Retning - Socialdemokrati). Mikuláš Dzurindas parti, SDKÚ, blev det næststørste, men var ikke længere i stand til at danne en koalition, der var i stand til at regere. En uge efter valget indgik Fico en koalitionsaftale med partierne ĽS-HZDS ledet af tidligere premierminister Vladimír Mečiar og SNS (Slovenská národná strana) ledet af Ján Slota.

## Sammensætning
| Ministerium                                                                                     | Minister          | Politisk parti | Politisk parti                  |
| ----------------------------------------------------------------------------------------------- | ----------------- | -------------- | ------------------------------- |
| Premierminister                                                                                 | Robert Fico       |                | Smer-SD                         |
| Vicepremierminister, vidensamfundet, europæiske anliggender, menneskerettigheder og minoriteter | Dušan Caplovic    |                | Smer-SD                         |
| Vicepremierminister og indenrigsminister                                                        | Robert Kaliňák    |                | Smer-SD                         |
| Finansminister                                                                                  | Jan Počiatek      |                | Smer-SD                         |
| Udenrigsminister                                                                                | Jan Kubis         |                | Smer-SD                         |
| Udenrigsminister                                                                                | Miroslav Lajčák   |                | Partiløs (nomineret af Smer-SD) |
| Økonomiminister                                                                                 | Ľubomír Jahnátek  |                | Smer-SD                         |
| Transport-, post- og teleminister                                                               | Ľubomír Vážny     |                | Smer-SD                         |
| Sundhedsminister                                                                                | Ivan Valentovic   |                | Smer-SD                         |
| Sundhedsminister                                                                                | Richard Raši      |                | Smer-SD                         |
| Forsvarsminister                                                                                | František Kašický |                | Smer-SD                         |
| Forsvarsminister                                                                                | Jaroslav Baška    |                | Smer-SD                         |
| Kulturminister                                                                                  | Marek Maďarič     |                | Smer-SD                         |
| Minister for arbejds-, social- og familieanliggender                                            | Viera Tomanova    |                | Smer-SD                         |
| Vicepremierminister og undervisningminister                                                     | Jan Mikolaj       |                | SNS                             |
| Minister for byggeri og regional udvikling (opløst 1. juli 2010)                                | Igor Štefanov     |                | SNS                             |
| Minister for byggeri og regional udvikling (opløst 1. juli 2010)                                | Jan Mikolaj       |                | SNS                             |
| Miljøminister                                                                                   | Viliam Turský     |                | SNS                             |
| Miljøminister                                                                                   | Ján Chrbet        |                | SNS                             |
| Miljøminister                                                                                   | Jaroslav Izak     |                | SNS                             |
| Miljøminister                                                                                   | Jozef Medveď      |                | Partisk (nomineret af Smer-SD)  |
| Vicepremierminister og justitsminister                                                          | Stefan Harabin    |                | Partiløs (nomineret af ĽS-HZDS) |
| Vicepremierminister og justitsminister                                                          | Viera Petríková   |                | ĽS-HZDS                         |
| Landbrugsminister                                                                               | Stanislav Becík   |                | ĽS-HZDS                         |

Ved parlamentsvalget 12. juni 2010 mistede koalitionen sit flertal i parlamentet, og den borgerlige opposition fik flere mandater. Da premierminister Fico ikke var i stand til at danne en ny regering, trådte regeringen tilbage den 8. juli 2010, og Iveta Radičová blev udnævnt til ny premierminister. 